# Campoplex tumidulus
Campoplex tumidulus är en stekelart som beskrevs av Johann Ludwig Christian Gravenhorst 1829. Campoplex tumidulus ingår i släktet Campoplex och familjen brokparasitsteklar. Arten är reproducerande i Sverige. Inga underarter finns listade.